# Владо Бучковски
Владо Бучковски (Скопље, 2. децембар 1962) је бивши премијер Северне Македоније. За премијера је изабран од стране Македонске скупштине 15. децембра 2004. Бучковски је такође председник СДСМ-а.
Владо Бучковски је дипломирао на Правном факултету 1986. године, а магистрирао 1992. Године 1998. је докторирао на тему „Римско и савремено заложно право“. 
Од 1987. до 1988. године радио је као стручан сарадник Скупштине Северне Македоније. У периоду од 1988. до 2002. године је радио као наставник, сарадник, млађи асистент и асистент на Правном факултету у Скопљу. Године 1998. је изабран за доцента римског права. За ванредног професора је изабран 2003. 
У периоду од 1998. до 2000. године Бучковски је био члан Државне изборне комисије, а од 2000. до 2001. године је био председник Скупштине града Скопље.
У периоду од 13. маја до 26. новембра 2001. године био је министар одбране у коалиционој влади.
Од 1. новембра 2002. године Бучковски је био члан Владе Северне Македоније, у којој је вршио функцију министра одбране. На овој функцији је био до новембра 2001.
Од новембра 2002. до децембра 2004. поново је био на функцији министра одбране у влади Бранка Црвенковског.
Председник правног савета Владе постао је 15. септембра 2003. године.
Дана 26. новембра 2004. је избран за лидера СДСМ. Истог дана му је поверен мандат да формира нову Владу по оставци претходног премијера Харија Костова. 
Владо Бучковски је 15. децембра 2004. изабран за председника Владе Северне Македоније.